# Amigas Cheetahs
«Amigas Cheetahs» es el título de la cuarta canción de la banda sonora The Cheetah Girls 2, de la película homónima.

## Información
Se estrenó oficialmente en Radio Disney el 26 de agosto de 2006, y para descarga digital el 3 de septiembre del mismo año.

### Lista de canciones
1. «Amigas Cheetahs»

## Video musical
No se rodó un vídeo ya que se utilizó el de la película The Cheetah Girls 2, para promover esta.

## Posicionamiento
| Año  | Chart                                         | Posición |
| ---- | --------------------------------------------- | -------- |
| 2006 | U.S. Billboard Bubbling Under Hot 100 Singles | 10       |
| 2006 | U.S. Billboard Pop 100                        | 87       |

## Trivia
- En el rodaje de «Amigas Cheetahs» tuvieron que subir y bajar del escenario reiteradas veces. Cada vez que dejaba de llover, la producción tuvo que limpiar el escenario y empezar a filmar antes de la lluvia comenzara de nuevo.
- Se trata de la canción favorita de Raven-Symoné en la franquicia de The Cheetah Girls.
- Esta es la última canción realizada en la película en la versión original. En la versión extendida la última canción es «Cherish the Moment».
- Curiosamente esta canción no se presentó en The Cheetah Girls 2 Karaoke CD, aunque esta es una de las principales canciones de la película.